# Fribytterdrømme
|  | For rockgruppen af samme navn, se Fribytterdrømme (rockgruppe) |
Fribytterdrømme er Tom Kristensens debutudgivelse fra 1920. Der er tale om en digtsamling, der er delt op i fire grupper: "Rejsefantasier", "Proletar- og Bydigte", "Jegdigte" og "Skumrings- og Dæmringsdigte". Samlingen er beskrevet som, at den anslår et senere tilbagevendende tema hos Kristensen om "spændingen mellem livslyst og livslede".

## Indhold
Fribytterdrømme omfatter følgende digte (ikke komplet):
- "Fribytter"
- "Rio de Janeiro"
- "En purpurprik"
- "Chrysantemum"
- "Hans Højhed"
- "Golden Gate"
- "Itokih!"
- "Landet Atlantis"
- "Ringen"
- "Til min ven Helge Bangsted"
- “Middag"